# Российский трудовой фронт
Росси́йский трудово́й фронт (РТФ) (ранее Росси́йский объединённый трудово́й фронт (РОТ фронт)) — левая политическая партия в Российской Федерации, существовавшая в 2010—2020 годах. Была официально зарегистрирована Министерством юстиции Российской Федерации 4 декабря 2012 года, в феврале 2020 года была лишена регистрации и с тех пор существует как незарегистрированная политическая общественная организация.

## История
РОТ ФРОНТ был образован 22 февраля 2010 года на учредительном съезде в Москве. В его состав вошла партия РКРП, активисты политических организаций Левый фронт, Коммунистическая Организация «Искра», а также профсоюзов — Межрегионального профсоюза работников автопрома (МПРА), Объединения рабочих профсоюзов «Защита труда», Федерального профсоюза авиадиспетчеров (ФПАД), Межрегионального профсоюза железнодорожников (МПЖ, ранее — РПЛБЖ) и других.
С июля 2010 года по август 2011 года руководство партии получило шесть отказов в регистрации от Минюста России, причём при каждом отказе чиновники указывали на новые несоответствия, хотя документы организации не изменялись, за исключением тех моментов, которые требовал Минюст России.
20 апреля 2012 года состоялся 4 учредительный съезд Российского Объединённого Трудового Фронта. В его работе участвовали 196 делегатов из 48 регионов страны. Съезд произвёл все процедуры, предусмотренные федеральным законом «О политических партиях», принял решение о создании политической партии РОТ ФРОНТ, принял Устав и программу партии, избрал руководящие органы. Основатель партии Этманов А. В. был избран «почётным секретарём центрального комитета», поскольку его пребывание на посту депутата Законодательного собрания Ленинградской области по спискам партии «Справедливая Россия» согласно закону исключает его членство в других политических партиях. Один из лидеров партии С. Удальцов проигнорировал Съезд и не был избран в руководящие органы.
Несмотря на то, что все ранее выдвинутые в адрес партии претензии были удовлетворены, в сентябре 2012 года РОТ ФРОНТ получил от Минюста России очередной, седьмой по счёту отказ в регистрации. В качестве основной претензии чиновники Минюста России обозначили символику партии: «…Эмблема Партии в виде сжатого кулака внутри звезды, называемая „знак“ Партии, символизирует военную составляющую советской государственности и, одновременно, борьбу против существующего государственного строя, что может трактоваться как символ экстремизма». Однако спустя два месяца Геральдический совет при Президенте Российской Федерации сообщил, что по результату проведённой геральдической экспертизы, возражений к эмблеме, изображающей кулак правой руки в сочетании с пятиконечной звездой, у них нет. Таким образом, отказ был отозван и регистрация состоялась.
С 2009 года по инициативе РКСМ(б) проводятся ежегодные молодёжные школы, которые начиная с 2012 года позиционируются как молодёжные школы РОТ ФРОНТа. В 2016 и 2017 годах федеральных школ не проводилось. В 2018 и 2019 годах в Москве проводились межрегиональные школы, в которых принимал участие известный тележурналист Константин Сёмин.
В апреле 2013 года ячейка рабочего профсоюза «Защита» на заводе «Метровагонмаш» (Мытищи, Московская область) объявила о своей поддержке партии РОТ ФРОНТ.
В конце 2014 года было объявлено о переходе в ряды РОТ ФРОНТа актива Ставропольского городского отделения партии «Коммунисты России», а весной 2019 года такой же переход совершила группа активистов Хабаровского регионального отделения КПРФ во главе с членом Хабаровского крайкома КПРФ Станиславом Сливко.
25 апреля 2015 года в Москве в гостиничном комплексе «Измайлово» прошёл II Съезд Российского Объединённого Трудового Фронта. На Съезде присутствовали 86 делегатов, представлявших 45 региональных отделений и гости. С отчётным докладом ЦК выступил В. А. Тюлькин, товарищ Виноградов огласил отчёт контрольно-ревизионной комиссии. Съезд избрал Центральный Комитет в составе 42 человек, а также 3 почётных членов Центрального Комитета. На съезде выступила представитель Луганской Народной Республики Л. П. Скалиуш (зам. председателя Союза офицеров ЛНР, зам. председателя Обновлённой коммунистической организации ЛНР).
7 ноября 2019 года на митинге левых сил в Москве руководитель столичного отделения РОТ ФРОНТа Александр Батов выступил с резкой критикой левого движения, после чего активисты партии организованно покинули мероприятие. Некоторые организации восприняли этот демарш негативно, в частности, Объединённая коммунистическая партия Лакеева направила в адрес руководства РКРП в составе КПСС официальный запрос по этому поводу.
27 февраля 2020 года, по требованию части 2 статьи 37 Закона № 95-ФЗ «О политических партиях» Верховный суд по иску Минюста ликвидировал партию за недостаточное участие в течение 7 лет в региональных выборах. 16 июля 2020 года Апелляционный суд оставил жалобу партии без удовлетворения.
В 2022 году произошёл раскол организации. 20 марта 2022 года в штабе РКРП в Петербурге прошла конференция «Zа победу!» в поддержку войны на Украине, в которой также приняли участие Другая Россия Э. В. Лимонова и Владимир Квачков. Попытка сотрудничества Виктора Тюлькина и Степана Маленцова с национал-большевиками вызвала противоречия: часть членов партии заняла полностью антивоенную позицию, в отличие от промежуточной позиции руководства РКРП. Кроме этого противоречия были по вопросу участия в выборах: если РКРП выступало за участие и планировало перерегистрацию РОТ Фронта, то сторонники А. С. Батова выступали против любого участия в выборах. Александр Батов и его сторонники были исключены из РКРП, из партии вышла часть членов московского и новосибирского отделений. 1 июля 2022 года был проведён ребрендинг организации: из названия убрано слово "объединённый", изменено сокращённое название с "РОТ Фронт" на "РТФ", изменено оформление сайта, где стал преобладать синий цвет, а не красный, из символики организации были убраны коммунистические символы. В свою очередь РКРП раскол не признаёт, планирует совместно с Объединённой коммунистической партией Лакеева воссоздать РОТ Фронт.

## Отношение к выборам
В 2011 году член политсовета «РОТ ФРОНТа» Алексей Этманов, по спискам Справедливой России был избран депутатом в Законодательное собрание Ленинградской области.
В феврале 2012 года РОТ ФРОНТ обратился к КПРФ с предложениями об условиях возможной поддержки на выборах. В число условий входило, например, направление половины финансовых средств, полученных партией за счёт отданных голосов избирателей за выдвинутого партией кандидата в президенты, на создание забастовочного фонда классовых профсоюзов. Ответа от КПРФ не последовало.
В ноябре 2012 года на сайте РКРП появилась статья, рассказывающая о неудачном сотрудничестве приморских краевых отделений партий «Коммунисты России» и «РОТ ФРОНТ».
В июле 2013 года было опубликовано заявление Московского отделения партии РОТ ФРОНТ, призывающее к бойкоту выборов столичного мэра.
В июле 2013 года Приморское региональное отделение партии РОТ ФРОНТ выдвинуло кандидатом на выборах мэра Владивостока активиста движения «Левый Фронт» Николая Соснова. Однако избирательная комиссия отказала ему в регистрации. Соснов подал в суд, но проиграл процесс.
В сентябре 2014 года РОТ ФРОНТ впервые самостоятельно участвовал в местных выборах. Представители партии констатируют применение против их кандидатов административного ресурса. Например, в Тюмени за 5 минут до закрытия избирательных участков под надуманным предлогом отовсюду удалили всех членов избирательных комиссий и наблюдателей от РОТ ФРОНТа. Таким образом, голоса считали в «закрытом режиме» и насчитали РОТ ФРОНТу 34 %, при фактическом показателе 54—58 %.
В ноябре 2014 года РОТ ФРОНТ инициировал обращение в Госдуму РФ с просьбой не принимать закон, согласно которому убытки российских олигархов от западных санкций должны компенсироваться за счёт госбюджета. Этот законопроект называют «законом Ротенберга», так как его обсуждение началось после того, как Италия арестовала имущество предпринимателя из России (и одного из близких друзей Владимира Путина) Аркадия Ротенберга на сумму в 30 миллионов евро.
В парламентских выборах 2016 года РОТ ФРОНТ принял решение не участвовать. Вместо этого было решено сосредоточить усилия на нескольких регионах. РОТ ФРОНТу удалось зарегистрировать партийные списки в Дагестане и — после задержки, вызванной решением Центризбиркома — в Санкт-Петербурге. Также список Трудового Фронта был зарегистрирован в Петрозаводске на выборах в городской совет. В остальных регионах, где делались попытки зарегистрировать списки, это не удалось. В частности, по мнению руководителя регионального партийного отделения, Тюменская областная администрация воспрепятствовала регистрации кандидатов от РОТ ФРОНТа с грубыми нарушениями действующего законодательства.
По итогам выборов ни в одном из регионов РОТ ФРОНТу не удалось набрать значимое количество голосов. Комментируя итоги, лидер партии Виктор Тюлькин сказал, что «власти по-прежнему умело манипулируют сознанием людей и результатами выборов через организованное, послушное и управляемое меньшинство». Секретарь ЦК Александр Батов заявил, что РОТ ФРОНТ занял «первое место по соотношению результата к затратам».
21 декабря 2017 года партия РОТ ФРОНТ провела съезд и выдвинула своим кандидатом в президенты России члена РКРП, машинистку мостового крана мартеновского цеха Кировского завода Наталью Сергеевну Лисицыну, которая стала единственным кандидатом рабочей профессии за всю историю президентских выборов в стране. Первоначально ЦИК отказала в регистрации кандидата, ссылаясь на нарушение по срокам проведения съезда и отсутствие среди поданных документов справки о расходах, превышающих трёхлетний заработок. В ответ на отказ 27 декабря был проведён повторный съезд и заново поданы документы с учётом предъявленных претензий, в результате чего Центральная избирательная комиссия зарегистрировала кандидата в президенты Наталью Лисицыну и её уполномоченных представителей, однако отказалась зарегистрировать её уполномоченных представителей по финансовым вопросам, что не позволило ей открыть избирательный счёт и начать сбор ста тысяч подписей за своё выдвижение до начала январских праздников. 31 января 2018 года представители партии РОТ Фронт сообщили, что Наталья Лисицына не успела сдать в ЦИК все подписи, так как десять тысяч подписей вовремя не доставила Почта России.

## Кампания за обязательную индексацию зарплат
С 2013 года РОТ ФРОНТ совместно с независимыми профсоюзами развернул кампанию с требованием обязательной индексации зарплат. Партия обосновывала своё требование тем, что в настоящее время обязанность работодателя индексировать зарплату закреплена статьёй 134 Трудового кодекса, но на практике эта норма зачастую не выполняется, поскольку чёткий порядок индексации до сих пор не определён. Впервые с идеей об изменении статьи 134 выступил профсоюз МПРА, лидер которого — Алексей Этманов — стал автором законопроекта, в 2013 году внесенного на рассмотрение ЗакС Ленинградской области. Однако ЗакС не одобрил законопроект.
Прорыв в данном вопросе совершился в феврале 2015 года, когда ЗакС республики Карелия одобрил законопроект об обязательной индексации зарплат, внесённый сторонниками РОТ ФРОНТа — депутатами Александром и Ларисой Степановыми. Государственная Дума наметила рассмотрение законопроекта на декабрь, но затем неожиданно перенесла его на февраль 2016 года. Таким образом, между одобрением законопроекта парламентом субъекта федерации и рассмотрением его парламентом страны должен был пройти год.
Государственная Дума рассмотрела законопроект РОТ ФРОНТа 22 января 2016 года и отклонила его. Практически вся парламентская оппозиция голосовала за законопроект РОТ ФРОНТа, но никак не поддержала его выступлениями с трибуны. Фракция «Единой России» коллективно проигнорировала голосование и тем самым провалила его.
Уже в следующем месяце РОТ ФРОНТ объявил о внесении в законопроект небольших корректив с целью повторного его внесения на рассмотрение региональных парламентов. В апреле Законодательное собрание республики Карелия вновь поддержало законопроект.
Помимо законотворческой деятельности, активисты РОТ ФРОНТа организовывали акции в поддержку законопроекта, озвучивали проблему на своих первомайских акциях. В июне РОТ ФРОНТ заявил, что законопроект поддержан парламентами полутора десятков субъектов федерации, в том числе, например, парламентом Чеченской Республики. Также партии удалось заручиться поддержкой ряда общественных объединений, например, «Союза координационных советов».
В июне 2016 года правительство РФ дало отрицательный отзыв на законопроект РОТ ФРОНТа.